# Orogastrura pallida
Orogastrura pallida är en urinsektsart som först beskrevs av Cassagnau 1954.  Orogastrura pallida ingår i släktet Orogastrura och familjen Hypogastruridae. Inga underarter finns listade i Catalogue of Life.